# Trigonia laevis
Espèce
Synonymes
- Trigonia bicolor Suess. & Overkott
- Trigonia kaieteurensis Maguire
- Trigonia microcarpa Sagot ex Warm.
- Trigonia parviflora Benth.[3]

Classification APG III (2009)
Trigonia laevis est une espèce de plantes à fleurs de la famille des Trigoniaceae. C'est un liane ligneuse trouvée en Guyane. 

## Statut
Trigonia laevis var. laevis a le statut d'espèce déterminante ZNIEFF en Guyane.

## Histoire naturelle
En 1775, le botaniste Aublet propose la diagnose suivante : 

« 2. TRIGONIA (laevis) foliis ovatis, fructu brevi, aſpero,  (Tabula 150.)
Frutex caules plures, ramoſos, nodoſos,ſarmentoſos, volubiles, ſuprà arbores expanſos, è radice protrudens. Folia oppoſita, ovato-ſubrotunda, glabra, integerrima, brevi-petiolata. Stipule binæ, exiguæ, deciduæ, ad baſm petiolorum. Flores terminales & axillares, ſpicati, oppoſiti i ſinguli pedunculati, & ad baſim ſquamula muniti. Corolla alba, petalo ſuperiori ad baſim concavo. Stamina: filamenta quinque, ſex, ſeptem aut decem, infernè in tubum coalita. Anthers ſubrotundæ, biloculares.
Fructus: capſula brevis, ovata, trigona, unilocularis, trivalvis, valvulis extus aſperis. SEMiNA plurima,ſubrotunda, involuta lanugine alba.
Florebat fructumque ferebat Auguſto.
Habitat ad ripam rivuli, prope radicem montis Courou. »

« LE TRIGONIER liſſe. (PLANCHE 150.)
Cet arbrisseau eſt grimpant. Ses branches ſont grêles ; elles ſe répandent en s'appuyant, & s'entortillant aux arbres voiſins. Ses feuilles ſont deux à deux, oppoſées, garnies chacune à leur naiſſance de deux petites stipules latérales qui tombent. Les feuilles ſont ovales, vertes & liſſes de deux côtes : leur pédicule eſt fort court : leur grandeur & leur largeur ſont exprimées dans la figure. 
Les fleurs viennent à l'extrémité des rameaux, diſpoſées en épis oppoſés, qui naiſſent chacun de l'aiſſelle d'une feuille ; mais la tige, qui termine les rameaux, porte pluſieurs épis oppoſés. Les fleurs ſont deux à deux, & ſortent chacune de l'aiſſelle d'une écaille. 
Le calice eſt d'une ſeule pièce diviſé profondément en cinq parties inégales, vertes, dures, qui ſe renverſent en arrière. 
La corolle eſt à cinq pétales blancs. Le ſupérieur eſt creuſé à ſon onglet d'une foſſette qui eſt ſaillante en dehors du calice. Les deux latéraux ſont longs, étroits, & s'écartent. Les deux inférieurs ſont très petits & appliques l'un contre l'autre. 
Les étamines ſont réunies, & forment un tuyau court, qui à ſa partie ſupérieure ſe diviſe en cinq, ſix, ſept & dix filets qui portent chacun une anthère jaune, de forme ovale, marquée d'un ſillon dans ſa longueur. 
Le piſtil eſt un ovaire très petit, ſurmonté d'un style charnu, contourne, tin peu plus long queues étamines. Son stigmate eſt une petite tête applatie qui n'eſt viſible qu'à la loupe. 
L'ovaire devient une capsule à trois côtes, longue d'un pouce, rude au toucher, & verdâtre, qui s'ouvre en trois valves. Chaque valve eſt compoſée de deux feuillets dont l'intérieur eſt mince, coriace, rude au toucher, & l'intérieur plus mince & membraneux. Cette capſule n'a qu'une cavité, remplie de petites semences brunes, arrondies, enveloppées dans un duvet doux & blanchâtre.
Cet arbriſſeau croît au bord du ruiſſeau qui eſt au bas de la montagne de Courou, du côte de l'habitation. Il étoit en fleur & en fruit dans le mois d'Août. »